# Luigi Bosatra
Luigi Bosatra (* 8. August 1905 in Mailand; † 1981 in Abbiategrasso) war ein italienischer Geher.
Bei den Olympischen Spielen 1924 in Paris wurde er Achter im 10.000-Meter-Gehen in 50:09,0 min.
Seine persönliche Bestzeit über diese Distanz von 48:05,6 min stellte er 1926 auf.